# Carl E. Andersson
Carl Emil Andersson, född 10 juli 1892 i Hulterstads församling, Öland, Kalmar län, död där 24 mars 1958 var en fiskebonde från östra Öland, men lyckades, trots att han enbart hade sexårig folkskoleutbildning, bli bygdens uppfinnare och fotograf.

## Fotograf
En äldre broder, Anton Andersson, var den som ursprungligen fotograferade, och han tillverkade även vykort av utvalda foton. När brodern Anton emigrerade till Amerika gav han kameran till Carl E. Andersson. Carl började därefter fotografera under mer ordnade förhållanden, och fungerade ändå fram till 1930-talet som bygdefotograf.
Carl E. Anderssons fotosamling, med stora mängder glasplåtar från 1900-talets första år, utgör ett unikt historiskt dokument från perioden, samtidigt som fotona håller en hög kvalitet estetiskt. Samlingen förvaltas av Ölandsbladet som fått dem som donation. Kurt Lundgren på Ölandsbladet har sedan donationen engagerat sig för att ta fram och bevara bilderna, och har gjort ett omfattande arbete med att förmedla Carl E. Anderssons foton både i Ölandsbladet och på utställningar. I sitt arbete med samlingen har Kurt Lundgren bland annat identifierat en helt unik bild av den utdöda ölandshästen, som man tidigare inte trodde fanns avbildad.

## Övrig verksamhet
Carl E. Andersson hade en mångsidig begåvning. Han lärde sig  på egen hand till urmakare, samt byggde själv den första radion i socknen. Han ägde dessutom tidigt en T-ford, och köpte en av de första traktorerna på Öland – en Fordson från 1925, som nu är donerad till Ölands museum Himmelsberga. Han uppfann både en kycklingmoder och en äggkläckningsmaskin, och drev med den yngre brodern Mauritz Andersson en firma som sålde maskinerna över hela Sverige, samtidigt som de drev upp kycklingar för lokal försäljning. Han var också tidigt ute med att odla tomater i växthus. Han hade dessutom hand om postutdelningen i Hulterstad, samt var ombud för biblioteksutlåningen i socknen, och representant för Svenska Turistföreningen.